# بی‌کی‌دبلیو انرژی
بی‌کی‌دبلیو انرژی (انگلیسی: BKW Energie) شرکت برق سوئیسی است، که در سال ۱۸۹۸ تأسیس شد.